# Cicadinae
Sous-famille
La sous-famille des Cicadinae est un groupe d'insectes hétérométaboles (seule la dernière métamorphose sera complète) de l'ordre des hémiptères. Elle fait partie de la famille des Cicadidae.

## Systématique
Cette sous-famille a été décrite par l'entomologiste français Pierre-André Latreille en 1802,.

## Taxinomie
Liste des genres
- Tribu des Burbungini Moulds, 2005
  - Burbunga Distant, 1905
- Tribu des Cicadatrini Distant, 1905
  - Chloropsalta Haupt, 1920
  - Cicadatra Kolenati, 1857
  - Emathia Stål, 1866
  - Klapperichicen Dlabola, 1957
  - Mogannia Amyot & Serville, 1843
  - Pachypsaltria Stål, 1861
  - Psalmocharias Kirkaldy, 1908
  - Shaoshia Wei, Ahmed & Rizvi, 2010
  - Taungia Ollenbach, 1929
  - Triglena Fieber, 1875
  - Vagitanus Distant, 1918
- Tribu des Cicadini Latreille, 1802
  - Sous-tribu des Cicadina Latreille, 1802
    - Cicada Linnaeus, 1758

  - Sous-tribu des Oncotympanina Ishihara, 1961
    - Neoncotympana Lee, 2010
    - Oncotympana Stål, 1870

  - Sous-tribu des Psithyristriina Distant, 1905
    - Basa Distant, 1905
    - Kamalata Distant, 1889
    - Pomponia Stål, 1866
    - Psithyristria Stål, 1870
    - Semia Matsumura, 1917
    - Terpnosia Distant, 1892
- Tribu des Cicadmalleuini Boulard & Puissant, 2013
  - Cicadmalleus Boulard & Puissant, 2013
- Tribu des Cryptotympanini Handlirsch, 1925
  - Sous-tribu des Cryptotympanina Handlirsch, 1925
    - Anapsaltoda Ashton, 1921
    - Antankaria Distant, 1904
    - Arenopsaltria Ashton, 1921
    - Auritibicen Lee, 2015
    - Cacama Distant, 1904
    - Chremistica Stål, 1870
    - Cornuplura Davis, W.T., 1944
    - Cryptotympana Stål, 1861
    - Diceroprocta Stål, 1870
    - Hadoa Moulds, 2015
    - Hea Distant, 1906
    - Henicopsaltria Stål, 1866
    - Illyria Moulds, 1985
    - Macrotristria Stål, 1870
    - Megatibicen Sanborn & Heath, 2016
    - Neopsaltoda Distant, 1910
    - Neotibicen Hill & Moulds, 2015
    - Orialella Metcalf, 1952
    - Psaltoda Stål, 1861
    - Raiateana Boulard, 1979
    - Salvazana Distant, 1913
    - Tibicen Latreille, 1825

  - Sous-tribu des Heteropsaltriina Distant, 1905
    - Heteropsaltria Jacobi, 1902

  - Sous-tribu des Nggelianina Boulard, 1979
    - Nggeliana Boulard, 1979
- Tribu des Cyclochilini Distant, 1904
  - Cyclochila Amyot & Serville, 1843
- Tribu des Distantadini Orian, 1963
  - Distantada Orian, 1963
- Tribu des Dundubiini Atkinson, 1886
  - Sous-tribu des Aolina Boulard, 2013
    - Aola Distant, 1905
    - Biura Lee & Sanborn, 2015
    - Haphsa Distant, 1905
    - Kaphsa Lee, 2012
    - Khimbya Distant, 1905
    - Meimuna Distant, 1905
    - Sinapsaltria Kato, 1940
    - Sinosemia Matsumura, 1927
    - Sinotympana Lee, 2009
    - Zaphsa Lee & Emery, 2014

  - Sous-tribu des Cosmopsaltriina Kato, 1932
    - Aceropyga Duffels, 1977
    - Brachylobopyga Duffels, 1982
    - Cosmopsaltria Stål, 1866
    - Diceropyga Stål, 1870
    - Dilobopyga Duffels, 1977
    - Inflatopyga Duffels, 1997
    - Moana Myers, 1928
    - Rhadinopyga Duffels, 1985

  - Sous-tribu des Dundubiina Atkinson, 1886
    - Champaka Distant, 1905
    - Changa Lee, 2016
    - Crassopsaltria Boulard, 2008
    - Dundubia Amyot & Serville, 1843
    - Lethama Distant, 1905
    - Macrosemia Kato, 1925
    - Mata Distant, 1906
    - Minilomia Lee, 2013
    - Platylomia Stål, 1870
    - Songga Lee, 2016

  - Sous-tribu des Megapomponiina Lee, 2014
    - Megapomponia Boulard, 2005
    - Unipomponia Lee, 2014

  - Sous-tribu des Orientopsaltriina Lee, 2014
    - Ayesha Distant, 1905
    - Orientopsaltria Kato, 1944
    - Tymocicada Becker-Migdisova, 1954
- Tribu des Fidicinini Distant, 1905
  - Sous-tribu des Fidicinina Distant, 1905
    - Bergalna Boulard & Martinelli, 1996
    - Fidicina Amyot & Serville, 1843
    - Fidicinoides Boulard & Martinelli, 1996

  - Sous-tribu des Guyalnina Boulard & Martinelli, 1996
    - Ariasa Distant, 1905
    - Beameria Davis, W.T., 1934
    - Cracenpsaltria Sanborn, 2016
    - Dorisiana Metcalf, 1952
    - Elassoneura Torres, 1964
    - Guyalna Boulard & Martinelli, 1996
    - Hemisciera Amyot & Serville, 1843
    - Majeorona Distant, 1905
    - Ollanta Distant, 1905
    - Pacarina Distant, 1905
    - Pompanonia Boulard, 1982
    - Prasinosoma Torres, 1963
    - Proarna Stål, 1864
    - Tympanoterpes Stål, 1861
- Tribu des Gaeanini Distant, 1905
  - Sous-tribu des Becquartinina Boulard, 2005
    - Becquartina Kato, 1940

  - Sous-tribu des Gaeanina Distant, 1905
    - Ambragaeana Chou & Yao, 1985
    - Balinta Distant, 1905
    - Callogaeana Chou & Yao, 1985
    - Gaeana Amyot & Serville, 1843
    - Sulphogaeana Chou & Yao, 1985
    - Taona Distant, 1909
    - Paratalainga He, 1984
    - Trengganua Moulton, J.C., 1923
- Tribu des Hamzini Distant, 1905
  - Sous-tribu des Platypleurina Schmidt, E., 1918
    - Platypleura Amyot & Serville, 1843
    - Afzeliada Boulard, 1973
    - Albanycada Villet, 1989
    - Attenuella Boulard, 1973
    - Azanicada Villet, 1989
    - Brevisiana Boulard, 1973
    - Canualna Boulard, 1985
    - Capcicada Villet, 1989
    - Esada Boulard, 1973
    - Hainanosemia Kato, 1927
    - Hamza Distant, 1904
    - Ioba Distant, 1904
    - Kalabita Moulton, J.C., 1923
    - Karscheliana Boulard, 1990
    - Koma Distant, 1904
    - Kongota Distant, 1904
    - Muansa Distant, 1904
    - Munza Distant, 1904
    - Oxypleura Amyot & Serville, 1843
    - Pycna Amyot & Serville, 1843
    - Sadaka Distant, 1904
    - Sechellalna Boulard, 2010
    - Severiana Boulard, 1973
    - Soudaniella Boulard, 1973
    - Strumosella Boulard, 1973
    - Strumoseura Villet, 1999
    - Suisha Kato, 1928
    - Tugelana Distant, 1912
    - Ugada Distant, 1904
    - Umjaba Distant, 1904
    - Yanga Distant, 1904
- Tribu des Hyantiini Distant, 1905
  - Hyantia Stål, 1866
  - Mura Distant, 1905
  - Quesada Distant, 1905
- Tribu des Jassopsaltriini Moulds, 2005
  - Jassopsaltria Ashton, 1914
- Tribu des Lahugadini Distant, 1905
  - Lahugada Distant, 1905
- Tribu des Leptopsaltriini Moulton, J.C., 1923
  - Sous-tribu des Euterpnosiina Lee, 2013
    - Calcagninus Distant, 1892
    - Euterpnosia Matsumura, 1917
    - Miniterpnosia Lee, 2013
    - Neoterpnosia Lee & Emery, 2014
    - Paranosia Lee, 2014
    - Yezoterpnosia Matsumura, 1917

  - Sous-tribu des Gudabina Boulard, 2008
    - Gudaba Distant, 1906
    - Rustia Stål, 1866

  - Sous-tribu des Leptopsaltriina Moulton, J.C., 1923
    - Aetanna Lee, 2014
    - Cabecita Lee, 2014
    - Formocicada Lee & Hayashi, 2004
    - Galgoria Lee, 2016
    - Inthaxara Distant, 1913
    - Leptopsaltria Stål, 1866
    - Leptosemia Matsumura, 1917
    - Nabalua Moulton, J.C., 1923
    - Neocicada Kato, 1932
    - Onomacritus Distant, 1912
    - Puranoides Moulton, J.C., 1917
    - Taiwanosemia Matsumura, 1917
    - Tanna Distant, 1905

  - Sous-tribu des Leptosemiina Lee, 2013
    - Minipomponia Boulard, 2008

  - Sous-tribu des Mosaicina Lee, 2013
    - Manna Lee & Emery, 2013
    - Masamia Lee & Emery, 2013
    - Mosaica Lee & Emery, 2013

  - Sous-tribu des Puranina Lee, 2013
    - Formosemia Matsumura, 1917
    - Maua Distant, 1905
    - Paratanna Lee, 2012
    - Purana Distant, 1905
    - Qurana Lee, 2009
- Tribu des Orapini Boulard, 1985
  - Orapa Distant, 1905
- Tribu des Plautillini Distant, 1906
  - Plautilla Stål, 1865
- Tribu des Polyneurini Amyot & Serville, 1843
  - Sous-tribu des Formotosenina Boulard, 2008
    - Formotosena Kato, 1925

  - Sous-tribu des Polyneurina Amyot & Serville, 1843
    - Angamiana Distant, 1890
    - Graptopsaltria Stål, 1866
    - Polyneura Westwood, 1840
- Tribu des Sonatini Lee, 2010
  - Hyalessa China, 1925
- Tribu des Tacuini Distant, 1904
  - Tacua Amyot & Serville, 1843
- Tribu des Talaingini Myers, 1929
  - Sous-tribu des Talaingina Myers, 1929
    - Talainga Distant, 1890
- Tribu des Talcopsaltriini Moulds, 2008
  - Talcopsaltria Moulds, 2008
- Tribu des Tamasini Moulds, 2005
  - Parnkalla Distant, 1905
  - Parnquila Moulds, 2012
  - Tamasa Distant, 1905
- Tribu des Thophini Distant, 1904
  - Arunta Distant, 1904
  - Thopha Amyot & Serville, 1843
- Tribu des Tosenini Amyot & Serville, 1843
  - Ayuthia Distant, 1919
  - Distantalna Boulard, 2009
  - Tosena Amyot & Serville, 1843
- Tribu des Zammarini Distant, 1905
  - Borencona Davis, W.T., 1928
  - Chinaria Davis, W.T., 1934
  - Juanaria Distant, 1920
  - Miranha Distant, 1905
  - Odopoea Stål, 1861
  - Orellana  Distant, 1905
  - Uhleroides Distant, 1912
  - Zammara Amyot & Serville, 1843
  - Zammaralna Boulard & Sueur, 1996
  - † Minyscapheus Poinar, Kritsky & Brown, 2012

### Articles liés
- Cicadidae
- Pierre-André Latreille